# Lanugo excincta
Lanugo excincta är en stekelart som beskrevs av Henry Keith Townes, Jr. 1962. Lanugo excincta ingår i släktet Lanugo och familjen brokparasitsteklar. Inga underarter finns listade i Catalogue of Life.